# Praděd
Praděd este o arie protejată (arie specială de conservare — SAC, sit de importanță comunitară — SCI) din Republica Cehă întinsă pe o suprafață de 6.070,77 ha, integral pe uscat.

## Localizare
Centrul sitului Praděd este situat la coordonatele 50°03′30″N 17°13′06″E / 50.058333°N 17.218333°E.

## Înființare
Situl Praděd a fost declarat sit de importanță comunitară în aprilie 2005 pentru a proteja 3 specii de plante și 1 specie de animale. Situl a fost protejat și ca arie specială de conservare în iulie 2012.

## Biodiversitate
Situată în ecoregiunea continentală, aria protejată conține 11 habitate naturale: Mlaștini turboase de tranziție și turbării mișcătoare, Tufărișuri subarctice cu Salix spp., Pante stâncoase silicioase cu vegetație casmofită, Grohotișuri silicioase de la nivelul montan până la nivelul zăpezii (Androsacetalia alpinae și Galeopsietalia ladani), Pajiști alpine și boreale, Pajiști boreale și alpine pe substrat silicios, Liziere de ierburi înalte hidrofile de câmpie și de nivel montan până la alpin, Păduri de fag Luzulo-Fagetum, Păduri acidofile de Picea de la nivel montan la nivel alpin (Vaccinio-Piceetea), Turbării active, Mlaștini împădurite.
La baza desemnării sitului se află mai multe specii protejate:
- plante (3): Buxbaumia viridis, Campanula bohemica subsp. gelida, Poa riphaea
- nevertebrate (1): Carabus variolosus